# Escarpement de Losiolo
L'escarpement de Losiolo se situe sur le flanc oriental du rift de Gregory, partie kényane de la vallée du Grand Rift. Il s'élève à 2 000 mètres, surplombant la vallée de la Suguta près de Maralal ; il offre une des plus spectaculaires vues sur la vallée du rift.
Cet escarpement, surnommé « la fin du monde », est la plus grande pente verticale de la vallée du rift.